# Mozart Camargo Guarnieri
Mozart Camargo Guarnieri (Tietê, 1 de febrero de 1907 - São Paulo, 13 de enero de 1993) fue un compositor brasileño de música clásica. 

## Trayectoria
Recibió clases de piano a partir de los diez años de edad con Virgínio Dias. En 1923 se trasladó a São Paulo, comenzando a tocar en orquestas y cines de esta ciudad a fin de ayudar en la economía doméstica. En 1928 conoció a Mário de Andrade, el cual se convirtió en su maestro intelectual. Muchas de las canciones escritas por Camargo Guarnieri lo fueron sobre textos de Mário de Andrade, incluyendo la ópera Pedro Malazarte. 
En 1938 recibió una beca de estudios concedida por el gobierno del Estado de São Paulo para estudiar en París con Charles Koechlin, Franz Rühlmann y Nadia Boulanger.
Durante la década de 1940 sus obras musicales comenzaron a ser interpretadas en el mundo, entre ellas varias sonatas, sinfonías, conciertos y otras piezas, escritas en portugués y lenguas africanas y amerindias; solamente después de ser conocido en el extranjero su obra comenzó a ser apreciada también en Brasil.
En 1944 recibió varios premios en Estados Unidos que le confirieron una cierta notoriedad. Entre ellos, se clasificó en segundo lugar en un concurso llevado a cabo en Detroit para elegir la "Sinfonía de las Américas". 
En 1950 Camargo Guarnieri publicó su “Carta Abierta a los Músicos y Críticos de Brasil”, en la cual condena las técnicas modernistas de Hans-Joachim Koellreutter, por influenciar -según su opinión- a los compositores más jóvenes y destruir los fundamentos de la cultura heredada de Europa. 
El legado musical de Camargo Guarnieri se encuentra formado por más de setecientas obras, siendo probablemente el segundo compositor brasileño más interpretado en el mundo, superado solamente por Heitor Villa-Lobos. Poco antes de su muerte recibió el premio "Gabriela Mistral" en su calidad de "mayor compositor de las Américas".
En la actualidad, buena parte del acervo de partituras y objetos dejados por Guarnieri se encuentran en los archivos del Instituto de Estudios Brasileños de la Universidad de São Paulo.

## Obras

### Ópera
- Pedro Malazarte (cómica, en un acto, libretto de Mario de Andrade, estrenada en mayo de 1952, Río de Janeiro)
- Um homem só (trágica, en un acto, libretto de Gianfrancesco Guarnieri, estrenada en noviembre de 1962, Río de Janeiro)

### Orquestal
- Sinfonías
  - N.º 1
  - N.º 2 "Uirapuru"
  - N.º 3
  - N.º 4 "Brasília"
  - N.º 5
  - N.º 6
- Oberturas
  - Abertura Concertante (1942)
  - Abertura Festiva (1971)
- Suites
  - Suite infantil (1929)
  - Suite IV Centenario (1954)
  - Suite Vila Rica (1957), música para el film "Rebelião em Vila Rica"

### Concertante
- Piano
  - Piano Concerto n.º 1 (1931)
  - Piano Concerto n.º 2 (1946)
  - Piano Concerto n.º 3 (1964)
  - Piano Concerto n.º 4 (1968)
  - Piano Concerto n.º 5 (1970)
  - Piano Concerto n.º 6 (1987)
  - Variaciones (Variações sobre um tema nordestino) para Piano y Orquesta (1953)
- Violín
  - Violín Concerto n.º 1 (1940)
  - Violín Concerto n.º 2 (1952)

### Cámara e instrumental
- Cuartetos de cuerda
  - N.º 1 (1932)
  - N.º 2 (1944)
  - N.º 3 (1962)
- Sonatas para Chelo
  - N.º 1 (1931)
  - N.º 2 (1955)
  - N.º 3 (1977)
- Violin Sonatas para Violín
  - N.º 1
  - N.º 2
  - N.º 3
  - N.º 4
  - N.º 5
  - N.º 6
  - N.º 7
- Sonata para Viola

## Libros
- Mozart Camargo Guarnieri, Livro - O Tempo E A Musica, Imesp., 2001 ISBN 8575070096
- Flavio Silva, Camargo Guarnieri - O tempo e a musica, Fundación Nacional de Arte-Funarte, 2001.
- Marion Verhaalen, Camargo Guarnieri, Brazilian Composer, Indiana University Press, 2005.

- Datos: Q721439
- Multimedia: Camargo Guarnieri / Q721439